# AlphaTauri AT02
Der AlphaTauri AT02 ist der Formel-1-Rennwagen von AlphaTauri für die Formel-1-Weltmeisterschaft 2021. Er ist der 16. Formel-1-Wagen des Teams, seit es sich im Besitz von Red Bull befindet, und der zweite, der unter der Bezeichnung AlphaTauri gemeldet ist. Er wurde am 19. Februar 2021 in Salzburg präsentiert.

## Technik und Entwicklung
Wie alle Formel-1-Fahrzeuge des Jahres 2021 ist der AT02 ein hinterradangetriebener Monoposto mit einem Monocoque aus kohlenstofffaserverstärktem Kunststoff (CFK). Außer dem Monocoque bestehen auch viele weitere Teile des Fahrzeugs, darunter die Karosserieteile und das Lenkrad aus CFK. Auch die Bremsscheiben sind aus einem mit Kohlenstofffasern verstärkten Verbundwerkstoff.
Der AT02 ist das Nachfolgemodell des AlphaTauri AT01. Da das technische Reglement zur Saison 2021 weitgehend stabil blieb, ist das Fahrzeug größtenteils eine Weiterentwicklung.
Angetrieben wird der AT02 von einem 1,6-Liter-V6-Motor von Honda in der Fahrzeugmitte mit Turbolader sowie einem 120 kW starken Elektromotor, es ist also ein Hybridelektrokraftfahrzeug. Die Kraft überträgt ein sequentielles, mit Schaltwippen betätigtes Achtganggetriebe von Red Bull Racing. Das Fahrzeug hat nur zwei Pedale, ein Gaspedal (rechts) und ein Bremspedal (links). Genau wie viele andere Funktionen wird die Kupplung, die nur beim Anfahren aus dem Stand verwendet wird, über einen Hebel am Lenkrad bedient.
Die Gesamtbreite des Fahrzeugs beträgt 2000 mm, die Breite zwischen Vorder- und Hinterachse 1600 mm, die Höhe 950 mm. Der Frontflügel hat eine Breite von 2000 mm, der Heckflügel von 1050 mm sowie eine Höhe von 820 mm. Der Diffusor ist 175 mm hoch sowie 1050 mm breit. Der Wagen ist mit 305 mm breiten Vorderreifen und mit 405 mm breiten Hinterreifen des Einheitslieferanten Pirelli ausgestattet, die auf 13-Zoll-Rädern montiert sind.
Der AT02 hat, wie alle Formel-1-Fahrzeuge seit 2011, ein Drag Reduction System (DRS), das durch Flachstellen eines Teils des Heckflügels den Luftwiderstand des Fahrzeugs auf den Geraden verringert, wenn es eingesetzt werden darf. Auch das DRS wird mit einem Schalter am Lenkrad des Wagens aktiviert.
Der AT02 ist mit dem Halo-System ausgestattet, das einen zusätzlichen Schutz für den Kopf des Fahrers bietet.

## Lackierung und Sponsoring
Der AT02 ist überwiegend in Weiß und Dunkelblau lackiert, lediglich die seitlichen Sponsorenaufkleber von Motorenlieferant Honda sind in Rot gehalten.
Neben Red Bull (mit der Bekleidungsmarke AlphaTauri) werben Casio (mit der Marke Edifice), Motorenlieferant Honda, Moose Cider und Pirelli auf dem Fahrzeug.

## Fahrer
AlphaTauri tritt in der Saison 2021 mit den Fahrern Pierre Gasly und Yuki Tsunoda an. Gasly bestreitet seine dritte vollständige Saison (seine fünfte insgesamt) für das Team, Tsunoda debütiert in der Formel-1-Weltmeisterschaft und ersetzt Daniil Kwjat.

## Ergebnisse
| Fahrer                          | Nr.                             | 1   | 2  | 3  | 4   | 5  | 6 | 7  | 8   | 9  | 10 | 11 | 12 | 13  | 14  | 15 | 16 | 17  | 18  | 19 | 20 | 21 | 22 | Punkte | Rang |
| ------------------------------- | ------------------------------- | --- | -- | -- | --- | -- | - | -- | --- | -- | -- | -- | -- | --- | --- | -- | -- | --- | --- | -- | -- | -- | -- | ------ | ---- |
| Formel-1-Weltmeisterschaft 2021 | Formel-1-Weltmeisterschaft 2021 |     |    |    |     |    |   |    |     |    |    |    |    |     |     |    |    |     |     |    |    |    |    | 142    | 6.   |
| Y. Tsunoda                      | 22                              | 9   | 12 | 15 | DNF | 16 | 7 | 13 | 10  | 12 | 10 | 6  | 15 | DNF | DNS | 17 | 14 | 9   | DNF | 15 | 14 | 13 | 4  | 142    | 6.   |
| P. Gasly                        | 10                              | 17* | 7  | 10 | 10  | 6  | 3 | 7  | DNF | 9  | 11 | 5  | 6  | 4   | DNF | 13 | 6  | DNF | 4   | 7  | 11 | 6  | 5  | 142    | 6.   |

| Legende  | Legende            | Legende                                                          |
| Farbe    | Abkürzung          | Bedeutung                                                        |
| -------- | ------------------ | ---------------------------------------------------------------- |
| Gold     | –                  | Sieg                                                             |
| Silber   | –                  | 2. Platz                                                         |
| Bronze   | –                  | 3. Platz                                                         |
| Grün     | –                  | Platzierung in den Punkten                                       |
| Blau     | –                  | Klassifiziert außerhalb der Punkteränge                          |
| Violett  | DNF                | Rennen nicht beendet (did not finish)                            |
| Violett  | NC                 | nicht klassifiziert (not classified)                             |
| Rot      | DNQ                | nicht qualifiziert (did not qualify)                             |
| Rot      | DNPQ               | in Vorqualifikation gescheitert (did not pre-qualify)            |
| Schwarz  | DSQ                | disqualifiziert (disqualified)                                   |
| Weiß     | DNS                | nicht am Start (did not start)                                   |
| Weiß     | WD                 | zurückgezogen (withdrawn)                                        |
| Hellblau | PO                 | nur am Training teilgenommen (practiced only)                    |
| Hellblau | TD                 | Freitags-Testfahrer (test driver)                                |
| ohne     | DNP                | nicht am Training teilgenommen (did not practice)                |
| ohne     | INJ                | verletzt oder krank (injured)                                    |
| ohne     | EX                 | ausgeschlossen (excluded)                                        |
| ohne     | DNA                | nicht erschienen (did not arrive)                                |
| ohne     | C                  | Rennen abgesagt (cancelled)                                      |
| ohne     | keine WM-Teilnahme |                                                                  |
| sonstige | P/fett             | Pole-Position                                                    |
| sonstige | 1/2/3/4/5/6/7/8    | Punktplatzierung im Sprint-/Qualifikationsrennen                 |
| sonstige | SR/kursiv          | Schnellste Rennrunde                                             |
| sonstige | *                  | nicht im Ziel, aufgrund der zurückgelegten Distanz aber gewertet |
| sonstige | ()                 | Streichresultate                                                 |
| sonstige | unterstrichen      | Führender in der Gesamtwertung                                   |